# Parautelga bilioi
Parautelga bilioi är en plattmaskart som beskrevs av Tor Karling 1964. Parautelga bilioi ingår i släktet Parautelga och familjen Koinocystididae. Inga underarter finns listade i Catalogue of Life.